# Aleksandras Vasiliauskas
Aleksandras Vasiliauskas (* 25. Januar 1940 in Žvirgždžiai, Rajongemeinde Telšiai; † 12. September 2016) war ein litauischer Mathematiker, Professor und Politiker. Er war Wirtschaftsminister Litauens.

## Leben
Nach dem Abitur 1958 an der Mittelschule Pavandenė absolvierte Vasiliauskas von 1958 bis 1965 ein Diplomstudium an der Fakultät für Physik und Mathematik der Universität Vilnius. 1978 wurde er in Wirtschaftswissenschaften zum Kandidaten der Wissenschaften promoviert.
Von 1965 bis 1966 arbeitete Vasiliauskas als wissenschaftlicher Mitarbeiter am Institut der Litauischen Akademie der Wissenschaften und von 1966 bis 1969 am Landwirtschaftsministerium der Litauischen SSR in Vilnius. Von 1980 bis 1993 war er Professor an der Vilniaus valstybinis universitetas. Von 1993 bis 1994 war er Berater des litauischen Präsidenten Algirdas Brazauskas und von 1994 bis 1995 litauischer Wirtschaftsminister im Kabinett Šleževičius. Ab 2001 lehrte Vasiliauskas als Professor an der Technischen Universität in Kaunas.

## Auszeichnung
- 2007: Ritterkreuz des Ordens für Verdienste um Litauen[5]